# Bosselaerius tajikistanicus
Espèce
Bosselaerius tajikistanicus est une espèce d'araignées aranéomorphes de la famille des Phrurolithidae.

## Distribution
Cette espèce est endémique du Tadjikistan. Elle se rencontre dans le Khatlon.

## Description
La femelle holotype mesure 2,18 mm.

## Étymologie
Son nom d'espèce lui a été donné en référence au lieu de sa découverte, le Tadjikistan.

## Publication originale
- Zamani & Marusik, 2020 : A survey of Phrurolithidae (Arachnida: Araneae) in southern Caucasus, Iran and Central Asia. Zootaxa, no 4758(2), p. 311-329.